# Marokkó hadereje
Marokkó hadereje a szárazföldi erőkből, a légierőből és a haditengerészetből áll.

## Fegyveres erők létszáma
- Aktív: 196 300 fő (melyből 100 000 fő sorozott)
- Szolgálati idő a sorozottaknak: 18 hónap
- Tartalékos: 150 000 fő

## Szárazföldi erők
Létszám
175 000 fő
Állomány
- 3 gépesített gyalogosdandár
- 1 kommandódandár
- 2 ejtőernyősdandár
- 8 gyalogosezred
- 11 páncéloszászlóalj
- 2 felderítő zászlóalj
- 39 gyalogoszászlóalj
- 1 hegyi gyalogoszászlóalj
- 3 tevés zászlóalj
- 9 tüzérosztály
- 7 műszaki zászlóalj
- Királyi Gárda

Felszerelés
- 340 db harckocsi (M60, T–72)
- 100 db közepes harckocsi
- 330 db felderítő harcjármű
- 120 db páncélozott gyalogsági harcjármű
- 750 db páncélozott szállító jármű
- 475 db tüzérségi löveg: 190 db vontatásos, 285 db önjáró

## Légierő
Létszám
13 500 fő
Állomány
- 1 vadászrepülő-század

Felszerelés
- 95 db harci repülőgép (Mirage F1, F–5A)
- 6 db felderítő repülőgép
- 30 db szállító repülőgép
- 3 db légi utántöltő repülőgép
- 24 db harci helikopter
- 90 db szállító helikopter

## Haditengerészet
Létszám
7800 fő
Hadihajók
- 2 db fregatt
- 27 db járőrhajó
- 4 db deszanthajó
- 4 db vegyes feladatú hajó

Haditengerészeti légierő
- 2 db helikopter

Tengerészgyalogság
- 2 tengerészgyalogos-zászlóalj